# هدر مک‌درمید
هدر مک‌درمید (انگلیسی: Heather McDermid؛ زادهٔ ۱۷ اکتبر ۱۹۶۸) قایقران روئینگ اهل کانادا است.